# 王國忠 (清朝)
王國忠（？—1862年），嘉義人，本籍福建，清朝水師將領，行伍出身，於1859年（咸豐九年）奉旨接替黃禮鉁，於台灣擔任台灣水師協副將。而隸屬台灣鎮之下的此官職是台灣清治時期的這階段，全台灣的海防軍事層級最高武將，其統帥三標水營，數千名水師兵勇。1862年，他率兵與戴潮春周旋，9月陣亡於斗六門。